# 창과 앵 벙커
창과 앵 벙커(태국어: 
อิน-จัน, 영어: Chang and Eng Bunker, 1811년 5월 11일 ~ 1874년 1월 17일)는 태국에서 태어나 미국에서 자란 결합 쌍둥이이다. 중국계 태국인 어부의 쌍둥이로 태어난 이들은 팔과 다리가 따로 있었으나, 몸통은 붙어 있었다. 18살 때 태국에서 로버트 헌터라는 스코틀랜드 상인의 의해 발견되어 잉글랜드에서 서커스 단원으로 활동하다 미국에 귀화해서 잡화점을 열어 장사를 했다. 이들은 연년생 자매와 결혼해 각각 10명과 11명의 자녀를 두었다. 하지만 건강한 편이었던 앵과는 달리 창은 음주와 흡연으로 병이 들어 1874년 1월 17일 세상을 떠났고, 앵도 3시간 뒤에 사망했다.  사후 해부되었는데 창과 앵은 다른 장기는 다 따로 있었으나 오직 간만은 공유하고 있었다.